# Museo del Pez y Centro de Biodiversidad
El Museo del Pez y Centro de Biodiversidad (FMBC por sus siglas en inglés) es un museo de historia natural y centro de investigación de la ciudad de Mymensingh, Bangladés.
Inaugurado en 2009 en un espacio perteneciente a la Universidad Agrícola de Bangladés en colaboración con la Universidad de Stirling, el objetivo principal del FMBC es concienciar a la sociedad sobre temas de sostenibilidad y sobre todo sobre la pesca sostenible, siendo considerado en la actualidad uno de los institutos más importantes de Asia en esta materia.

## Particularidades
El museo hace uso de exhibiciones interactivas enfocadas en la historia cultural de Bangladés que gira alrededor de la pesca y la piscicultura, con el fin de aumentar el interés local e internacional por la necesidad de un cambio en las prácticas de pesca para conservar y asegurar la sostenibilidad de la fauna acuática del país. El museo añade regularmente colecciones científicas para ser incluidas en su exhibición y no deja de desarrollar contactos e intercambio de formación con centros similares alrededor del mundo.

## Exhibición
Un total de 265 especies de peces viven en las aguas del país, de los que 230 tienen ejemplares conservados por el FMBC y exhibidos en el museo. Entre ellos se destaca una impresionante colección de peces de río que abundan en el país. El museo cuenta con cinco espacios de exhibición con muestras que incluyen fósiles de peces extintos y ejemplares de peces contemporáneos, como también una sala de proyección y multimedia.
Se espera para 2021 la inclusión de acuarios, medios interactivos y conferencias en torno a los temas investigados por el centro, incluidas investigaciones genéticas y el banco de ADN desarrollado por el instituto.